# سیارک ۱۵۹
سیارک ۱۵۹ (به انگلیسی: 159 Aemilia) صد و پنجاه و نهمین سیارک کشف شده‌است که در ۲۶ ژانویه ۱۸۷۶ و در پاریس کشف شد.
قدر مطلق سیارک برابر ۸٫۱۲ است.